# Ceracis
Ceracis is een geslacht van kevers in de familie houtzwamkevers (Ciidae).

## Soorten
- C. bicornis (Mellié, 1849)
- C. bifurcus Gorham, 1898
- C. californicus (Casey, 1884)
- C. castaneipennis Mellié, 1849
- C. cornifer (Mellié, 1849)
- C. cucullatus (Mellié, 1849)
- C. curtus (Mellié, 1849)
- C. cylindricus (Brèthes, 1922)
- C. dixiensis (Tanner, 1934)
- C. evansi (Blair, 1944)
- C. furcatus (Bosc, 1791)
- C. furcicollis (Blair, 1935)
- C. furcifer Mellié, 1849
- C. hastifer (Mellié, 1849)
- C. japonus (Reitter, 1878)
- C. laminicollis Miyatake, 1982
- C. laticornis Pic, 1922
- C. latirostris (Gorham, 1886)
- C. limai Lopes-Andrade, Madureira & Zacaro, 2002
- C. magister Lawrence, 1971
- C. militaris Mellié, 1849
- C. minutissimus (Mellié, 1849)
- C. minutus Dury, 1917
- C. monocerus Lawrence, 1967

- C. multipunctatus (Mellié, 1849)
- C. nigricans (Fauvel, 1904)
- C. nigropunctatus Lawrence, 1967
- C. obrieni Lawrence, 1967
- C. palaceps Zimmerman, 1942
- C. particularis Pic, 1922
- C. pecki Lawrence, 1971
- C. powelli Lawrence, 1967
- C. pullulus (Casey, 1898)
- C. punctulatus Casey, 1898
- C. quadricornis Gorham, 1886
- C. quadridentatus Pic, 1922
- C. ruficornis Pic, 1916
- C. sallei Mellié, 1849
- C. schaefferi Dury, 1917
- C. shikokuensis (Miyatake, 1954)
- C. similis G. Horn, 1894
- C. simplicicornis (Pic, 1916)
- C. singularis (Dury, 1917)
- C. taurulus (Jacquelin du Val, 1857)
- C. thoracicornis (Ziegler, 1845)
- C. unicornis Gorham, 1898
- C. variabilis (Mellié, 1849)